# Hessisch Oldendorf
Hessisch Oldendorf – miasto w Niemczech, w kraju związkowym Dolna Saksonia, w powiecie Hameln-Pyrmont. Hessisch Oldendorf leży nad rzeką Wezerą.

## Współpraca
- Gransee, Niemcy